# 2-й повітрянодесантний корпус (СРСР)
2-й повітрянодесантний корпус (2 ПДК) — повітрянодесантний корпус, військове об'єднання повітрянодесантних військ Радянського Союзу за часів Другої світової війни.

## Командування
- Командири:
  - генерал-майор Харитонов Ф. М.

## Відео
- Освободители. Воздушный десант (рос.)